# Jacques-Nicolas de Fleuriot de La Freulière
Jacques-Nicolas de Fleuriot de La Freulière   (Ancenis, 30 d'octubre de 1738 - Villa d’Omblepied, 20 d'octubre de 1824) fou un militar francès conegut per la seva participació a la Revolta de La Vendée.

## Biografia
Abans de 1789, va exercir a l'exèrcit reial, assolint el rang de capità de cavalleria el 1780. Fet cavaller de Saint-Louis, va ser nomenat mariscal dels guardaespatlles del rei el 1785. Quan va esclatar la guerra de Vendée el març de 1793, es va incorporar ràpidament al camp insurgent, on es va convertir en el segon de Charles de Bonchamps. Després de la mort d'aquest últim, va lluitar sota les ordres de Stofflet. Després va participar en la Gir de galerna.
Dins Desembre de 1793, després de creuar el Loira a Ancenis, La Rochejaquelein i Stofflet, els vendeans es veuen tallats dels seus líders. Fleuriot, preferit pel príncep de Talmont, pren el lideratge del que queda de l'exèrcit de la Vendée. Va conduir-lo a Blain i després a Savenay, on els republicans van agafar-los i els van massacrar durant la batalla de Savenay. Fleuriot va aconseguir escapar de la massacre, creuar de nou la Loira i unir-se a l'exèrcit de Charette.
Va estar present a la signatura del tractat de La Jaunaye el febrer de 1795. A diferència del seu líder, va sobreviure a la guerra. Promogut mariscal de camp (1814) i comandant de l'ordre de Saint-Louis (1823) sota la restauració, va morir el 1824.
El 1770, es casà amb la seva cosina Renée Charette de La Contrie, vídua de René Cosnier de La Clergerie i tia de François Athanase Charette de La Contrie, filla de René Charette de La Contrie i Marthe Fleuriot d'Omblepied. En segones nupcies, el 1802, es va casar amb una altra de les seves cosines, la Félicité Jeanne Josèphe de Fleuriot d'Omblepied. Fou el pare de Jacques-Charles de Fleuriot de La Freulière.